# Бинка Добрева
Бинка Добрева е българска народна и попфолк певица от Тракийската фолклорна област и солистка на световноизвестния хор „Мистерията на българските гласове“, педагог, доцент доктор. Известна с песните „Гергана“, „Ах, мерак“, „Прочул се Страхил“, „С любе шега не бива“, както и песента „Даньова мама“.

## Биография
Родена е на 11 март 1960 г. в село Роза, Ямболско. Тя е потомствена народна певица. Нейна първа учителка по народно пеене е майка ѝ. От малка започва да пее и печели първи награди от регионалните надпявания. Приета е в Средното музикално училище в Котел, където нейни учители са такива известни фолклорни изпълнители като Вълкана Стоянова, Кремена Станчева, Василка Андонова и Йовчо Караиванов.
През 1983 г. Бинка Добрева завършва Академията за музикално и танцово изкуство в Пловдив и постъпва в Ансамбъла за народни песни и танци „Филип Кутев“, където седем години пее заедно с Надка Караджова и Бойка Присадова. През 1989 година печели конкурс на „Мистерията на българските гласове“.
Наред с работата си за „Мистерията“, Добрева има и успешни солови изяви и работи със съпруга си Александър Райчев и неговия фолклорен бенд. Райчев, който е гайдар, акордеонист и новатор в областта на народната музика, композира и аранжира шестте албума с песни на Бинка Добрева: „Модерни звуци от миналото“, „С любе шега не бива“, „За бедни и богати“, „Път за двама“, „Популярни тракийски песни“, „Цветя от Тракия“. В албумите си Бинка Добрева записва и някои авторски песни в стил попфолк: „Хитруваш“, „Ех, пари“, „Как успя“, „Сама“ и др.
Изнесла е концерти на 5 континента в едни от най-големите концертни зали: Карнеги Хол, Ню Йорк; Кенеди Сентър, Вашингтон; Роял фестивал хол, Лондон; Линкълн сентър; Концерт Гебао, Амстердам и други.
Най-известните песни от репертоара на Бинка Добрева са „Гергана“, „Даньова мама“ и „С любе шега не бива“.
От юни 2010 г. в родното ѝ село Роза се провежда първият конкурс „С песните на Бинка Добрева“.

## Академична кариера
Преподавателската кариера на Бинка Добрева започва през 2009 г. в 144-СОУ „Народни будители“ София.
През 2010 г. влиза в академичния състав на Факултета по изкуствата при Югозападния университет „Неофит Рилски“. Оттогава преподава дисциплините „Народно пеене“, „Методика на специалния предмет и интерпретация“, „Българска народна музика“, „Теренна фолклористика“, „Музикална фолклористика“, „История на народното изпълнителско изкуство“ в специалности „Изпълнителско изкуство – народно пеене“ и „Изпълнителско изкуство – народни инструменти“.
Паралелно с преподавателската си работа, след 2011 г. започва да изследва българския фолклор и неговите носители и изпълнители и участва в научни конференции, публикува няколко статии, учебни помагала и монография.
През 2013 г. защитава докторска дисертация на тема „Модел за обучение в областта на песенния фолклор на деца от 4 до 14 годишна възраст“ в професионално направление 1.3. Педагогика на обучението по музика.
От 2017 заема академичната длъжност „доцент“ в професионално направление 8.3. Музикално и танцово изкуство.
От 2021 г. е ръководител на катедра „Музика“.
Успоредно с академичната си кариера в Югозападния университет „Неофит Рилски“ Бинка Добрева участва като лектор и водещ на майсторски класове, летни академии и школи по народно пеене във Виена, Бостън, Лос Анджелис, Созопол, Царево и др.
Бинка Добрева е подготвила десетки студенти и ученици, които са носители на много награди от национални и международни конкурси и вече са част от музикалния живот на България.

## Дискография
- 1993 – „Гергана“
 (МC)
- 1994 – „Даньова мама“
(МC, Фолктон)
- 1994 –„Модерни звуци от миналото“
(MC, Фолктон – FT-9400)
- 1995 – „С любе шега не бива“
(МC, Фолктон)
- 1998 – „И за бедни и богати“
(МC, Фолктон)
- 1998 – „За бедни и богати“
(CD, Фолктон – FT 982153)
- 2000 – „Популярни тракийски песни“
(МC, Фолктон)
- 2006 – „Цветя от Тракия“
(CD, Фолктон)
- 2018 – „Златни песни“
(CD, BG Music company)

## Научни публикации
- 2016 – „Състави за изпълнение на български песенен фолклор в началото на XXI век (ансамбли, хорове, камерни формации)“. София: ВМА
- 2016 – „С любов към тракийската народна песен“ (Учебно помагало). София: ВМА